# ガッチマン
ガッチマン（1978年6月6日 - ）は、日本のゲーム実況者、YouTuber、タレントである。主にホラーゲームを実況している。バーチャルYouTuberとしての名義はガッチマンV。
埼玉県出身。趣味はゲームとロードバイク、アニメ鑑賞。身長176 cm。既婚者で二児の父。妻は、漫画家・ゲーム実況者のトラちん。 また、同じゲーム実況者であるキヨ、レトルト、牛沢と合わせてTOP4とも呼ばれている。

## 人物
名前の由来は中学校でのニックネームから。卒業式の予行演習において、放送委員であったガッチマンが入場BGMにガッチャマンのテーマを使用しようとした為、ガッチャマンというニックネームが付き、短縮されてガッチマンとなった。愛称は「ガッチさん」。
職歴はゲーム販売店勤務（後に店長に就任）、コピー機販売営業、食品製造販売。その後ゲーム実況に専念し今に至る。
チャンネル名「あまり驚かないガッチマンはホラーゲームばかりやっている」のように、主にホラーゲームの実況を行う。プレイ済みのゲームを解説しながらプレイするスタイルが「解説実況」と呼ばれる。落ち着いたテンション、穏やかな声音でユーモアを交えながらのサクサクプレイは「怖くない」ホラーゲーム実況スタイルとしてホラーが苦手な視聴者にも人気があるが、初見実況動画を投稿することもある。
ゲーム（特にホラーゲーム）やそのストーリーの面白さを紹介することを目的とし、回想シーンやナレーション中は解説を被せないなど、ゲームが主役でガッチマンという投稿者自身はあえてあまり表に出さない動画作りをしている。
ゲーム実況を通してゲームの面白さを伝えゲームカテゴリを盛り上げるのが目標とのこと。視聴者にゲーム実況を見るだけではなく興味を持ったら自分でゲームをすることを推奨している。実績のあるインディーズゲーム制作者に支援を行うこともある。
代表作は「バイオハザードシリーズ」、「デッドライジング」シリーズ、「SIREN」シリーズ、「サイレントヒル」シリーズなど。
アイコンとして使用している「黒のスーツ・黒頭巾・黒縁眼鏡」というキャラクターは「忍者めし ブルーベリー味」のパッケージデザインを参考に加工したものである。しかし2024年5月1日、UHA味覚糖通販公式Twitter(現X)により「忍者めしの動画広告で何故か「ガッチマンや」「ガッチマンだ」と騒がれておりましたが私が知っていたのは突吉こむ平のフライングガッツマンツッコマンぐらいでした。」という呟きがなされた後、アイコンが変更された。現在は初期の3Dアバター（制作：寿司いくら）の画像を使用することも多い。
「ガッチマン」＝「スーツを着た忍者」という図式は忍者ゲームである『忍道 戒』の実況期間中の「今日は（勤めている店舗の）天井に登って掃除をした」というツイートに対する「えっ、ガッチマンって何の仕事をしているの？忍者なの？」というコメントがきっかけ。
若干の色覚異常を持つことを公表している。

## 来歴
2009年4月18日、ニコニコ動画で「セインツロウ2協力プレイ実況part1」を投稿しゲーム実況デビューをする（コンビ実況）。個人実況のデビューは2009年6月28日「【GC版クリス編】バイオハザードを5時間以内に秒殺」で、これ以後個人実況が主となった。

### ゲーム実況デビュー以降
2009年8月7日、2つ目のゲーム実況シリーズとして「【解説実況】SIREN（サイレン）をさくさく進めます」の投稿を開始。これがヒットし、ガッチマンの代表作の一つとなった。続いて2009年11月7日に投稿を開始した「【解説実況】SIREN2をさくさく進めます」のヒットと合わせ、2010年にはゲーム実況者として名が知られるようになる。その後多数の再生回数ミリオン、ダブルミリオンを達成する動画を生み出した。
2010年9月10日に投稿された「外国人が強すぎて怖くないホラーゲームSIREN:NT」ではスニーク系の逃げゲーでありながらゲームスキルを生かして積極的に暴れる解説実況プレイを確立し、大人気となった。現在でもこの動画はニコニコ動画に投稿した実況動画中で最多の再生回数を誇っている。その後多くの実況動画にこのスタイルは引き継がれた。これはもともと他の解説実況系の実況者との差別化を図るためであったとのこと。
2011年頃より家庭のための収入維持とゲーム実況継続の両立を図るためにゲーム実況の収益化を試み、以降収入はゲーム実況関連のみとなる。しかし当時のニコニコ動画には動画投稿から直接収益を得るシステムがなかったため、広告としてのゲーム実況動画の作成やゲーム会社などの公式番組、東京ゲームショウ等イベントへの出演（MC・ゲスト）などをこなすことで収益を得ていた。しかし初期にはニコニコ動画における収益化を嫌う風潮、世間における”ゲーム実況者”の知名度の低さや知識のなさによる扱いの酷さから苦労が絶えなかったという。
2014年9月24日からニコニコ動画に投稿された 「深夜警備員のバイトが怖すぎるFive Nights at Freddy's」の最終回において、当時世界でもほとんどクリアした人がいなかった“Customize NightのAll 20”のクリアを見事に成し遂げた。しかし実に12時間を費やしその後寝込んでしまったため、以後All 20のプレイは封印された。
2014年9月、ニコニコ動画の個人チャンネル「ガッチマンデー」を開設。毎週月曜日にゲーム実況の生放送と雑談放送（居酒屋マンデー）を行っていた。また、ニコニコ公式番組によるイベントや他のチャンネル保持者（後のTOP4（後述）等）とのコラボによる実写動画が投稿されることもあった。2019年8月末を持って活動休止中だが投稿済みの動画は視聴可能（一部有料）。
2017年1月より主な活動場所をYouTubeに移行。同時にチャンネル名を「ここはガッチマンのあれだ」から「あまり驚かないガッチマンはホラーゲームばかりやっている」に変更した。
2023年6月1日、東京ドームにて「TOP4 in TOKYO DOME」を開催。

## コラボ実況
2016年頃からはしばしば同じニコニコ動画出身のゲーム実況者であるキヨ（最終兵器俺達）、レトルト、牛沢とコラボ実況を投稿しており、各々のチャンネルで投稿されている。後に牛沢が投稿したコラボ実況動画の中で、キヨが4人のことをふざけて「日本TOP4」と言ったことから彼らの呼び名として定着した。特定のゲームの際のTOP4を自称する場合（「UNO TOP4」など）や、他にオンラインプレイヤーがいないマイナーな日本国外のオンラインゲームを4人プレイしている時は「世界TOP4」と自称している時もある。
FB777（M.S.S Project）こーすけ（最終兵器俺達）、5月病マリオ（音速兄貴）、コジマ店員 、島津の鉄砲兵、椎間板ヘルニア、towaco（チーム湯豆腐／音速兄貴）、猫マグロ、ヒラ（最終兵器俺達）、フジ（最終兵器俺達・ゲーム実況者わくわくバンド）、フルコン（チーム湯豆腐／ゲーム実況者わくわくバンド）・まお（ましお／ツカダファイブ）、まっくすなどとは交友があり、よくコラボしている。

## ガッチマンV
2020年5月7日にサブチャンネル「ガッチマンV」をVTuberチャンネルとして開設し、バーチャルYouTuberとして活動開始。現在は3Dアバターを使用してのYouTube Liveでのゲーム実況や雑談の配信がメインとなっている。
開設の意図としては、長年の活動でスタイルや視聴者層が固まったメインチャンネルではやりにくかった活動をするためとのこと。
1. ホラーゲーム以外のゲーム実況やホラーゲームでもメインチャンネルに上げにくいゲームの実況
2. メインチャンネルにおける投稿者自身が出すぎない動画作りとは異なり、自身をタレントとして前面に出したスタイルでの投稿（ネタとしての小話や踊ってみたを含む）

もともとニコニコ動画のガッチマンデーでは顔出し雑談放送を行っていたが顔を出さない代わりにアバターを使ってみたいと考えていたことやVTuber業界に興味があったこともあり、サブチャンネルをVTuberチャンネルとして運営を開始した。多くのVTuberのように“電脳世界の住人”ではなく、3Dモデルはあくまでガッチマン自身の“アバター”であり、“中の人”がいることを公言している。
サブチャンネル開設の翌日8日にはチャンネル登録者10万人を達成し初投稿動画「まず自己紹介が基本だな」が急上昇5位を獲得。
コラボした配信者
天野ピカミィ（VOMS）・アメリカザリガニ平井・アルランディス（ホロスターズ）・伊東ライフ・因幡はねる (ななしいんく) ・乾伸一郎（VEEM）・犬山たまき（のりプロ）・歌衣メイカ・神楽すず（.LIVE）・風見くく（ななしいんく）・木緒なち ・キズナアイ・小森めと（ぶいすぽっ!）・磁富モノエ（VOMS）・白上フブキ（ホロライブ）・人生つみこ・月ノ美兎（にじさんじ） ・でびでび・でびる（にじさんじ）・天開司・電脳少女シロ（.LIVE）・ときのそら（ホロライブ）・とっくん・兎鞠まり・樋口楓 （にじさんじ）・ピーナッツくん ・富士葵・鬼灯わらべ（のりプロ）・ぽんぽこ・なつめえり・ビートまりお・舞元啓介（にじさんじ）・まだら牛・もこ田めめめ・山神カルタ（にじさんじ）・夕刻ロベル（ホロスターズ）・緑仙（にじさんじ）・レヴィ・エリファ（にじさんじ）

### 年表
- 2020年5月7日、サブチャンネル「ガッチマンV」を開設。
- 2020年6月18日にサブチャンネル用メインイラストが設定された。イラストレーターはモゲラッタ氏[18]。
- 2020年9月26日、モゲラッタ氏のイラストをベースとした二代目の3Dモデル（制作会社：冬寂[19]）に換装した[20]。
- 2020年9月30日、Youtube公式企画のVFGパーティーにBチーム（後のAllGuys）として参加している[21]。AllGuysのメンバーは天開司（リーダー）、歌衣メイカ、ガッチマンV、兎鞠まり[22][23]。
- 2021年5月16日にガッチマンV 1周年記念凸待ち放送を行う[24]。
- 2021年7月24日にチャンネル登録者40万人を達成。
- 2021年12月11日に新3Dお披露目配信を行い、岩崎貴文が作詞作曲したオリジナルソング『ガッチマンV』を披露し、後日音楽配信サイトで販売することを発表[25]。
- 2022年3月12日・13日「ガッチマンV」としては初のリアルイベントとなる『ALLMENZ』を戸田市文化会館で開催[26]。
- 2022年12月31日にチャンネル登録者50万人を達成[27]。
- 2023年11月25日、モゲラッタ氏のイラストをベースとした三代目の3Dモデルに換装した[28]。
- 2024年2月10日・11日「ガッチマンV」としては2回目のリアルイベントとなる『ALL MEMBERZ』をTOKYO DOME CITY HALLで開催。
- 2024年2月10日・11日に開催された『ALL MEMBERZ』で八木沼悟志が作詞作曲したオリジナルソング『Radiance』を披露し、その後MVを公開し、音楽配信サイトで販売した。当初は、【ガッチマンV新3Dお披露目】革命(レヴォリューション)にて披露する予定であった[29]。
- 2024年2月10日・11日に開催された『ALL MEMBERZ』で作詞に畑亜貴、作曲・編曲にまふまふが制作したAllGuysとして初となるオリジナルソング『10000000回遊びたい』を披露。その後MVを公開し、音楽配信サイトで販売された[30]。
- 2025年4月1日 烏屋茶房が作詞作曲したオリジナルソング『Panic The Party』を公開[31]。
- 2025年4月5日「ガッチマンV」としては3回目のリアルイベントとなる『オルメン3』を横浜BUNTAIで開催。

## 番組 / 公式配信・動画
- ATLUS、CAPCOM、バンダイナムコエンターテインメントを始めとするゲーム会社の公式番組で、MCやゲストとして多数の出演歴があり、闘会議TVを始めとするニコニコ公式番組の出演歴も多数。
- 2012年6月12日 - 2016年6月21日、ニコニコ動画のゲーム情報LIVE番組「ゲームのがっこう（ゲーがく！）」にて初代MCを務めた[32]。
- 2014年12月17日、TBSテレビ「NEWS23」にゲーム実況者としてインタビュー出演する[33]。
- ガッチマン・キヨ・レトルト『ディバインゲート』生放送！（2014年2月16日、ニコニコ動画）[34]
- 【繚乱牛沢ガッチマンtowaco出演】ゲーム実況 876TV（2015年6月22日、バンダイナムコエンターテインメント公式）[35]
- レト、キヨ、ガッチマン、FB777みんなでマイエンジェル！！876TV 最終回（2016年5月16日、バンダイナムコエンターテインメント）
- 『アトラス×ヴァニラウェアが贈る「オーディンスフィア レイヴスラシル」秋の実演会』（2015年9月26日、ATLUS）[36]
- 戦国BASARA 真田幸村伝（2016年6月23日、CAPCOM）[37]
- 『十三機兵防衛圏』体験版（2019年11月23日、YouTube）[38]
- PLAYISM Game Show: TOKYO GAME SHOW 2020 ONLINE（TGS）事前発表会（2020年9月22日、PLAYISM）[39]
- TBSラジオ 金曜ボイスログ（2020年11月13日、2021年5月7日、TBS）
- PLAYISM Game Show 10周年記念特別版（2021年5月15日、PLAYISM）[40]
- 『しずかなおそうじ』（2025年8月8日、YouTube）[41]

ガッチマンV
- VTuber FallGuys Party!!【YouTube Gaming Week】（2020年9月30日, YouTube）[42]
- 【公認】真・女神転生III NOCTURNE HD REMASTER 先行プレイ（2020年10月3日、ATLUS）[43]
- 決めろ！ストリップアクション！！アキバズトリップ公認先行プレイ（2021年4月29日、ACQUIRE）[44]
- VTuber FallGuys運動会【YouTubeGaming Crosszone】（2021年7月22日、YouTube）[45]
- 真・女神転生V先行プレイ配信（2021年11月7日、YouTube））[46]
- 『クアリー ～悪夢のサマーキャンプ（英語版）』世界最速先行プレイ配信（2022年6月9日、YouTube）[47]
- ソウルハッカーズ2先行プレイ配信（2022年8月18日、YouTube）[48]
- 『零 ～月蝕の仮面～』世界最速先行プレイ配信（2022年12月21日、YouTube）[49]

## イベント出演
2012年
- ニコニコ超会議2012 超ゲーム実況スペシャルステージ（2012年4月28日、幕張メッセ 国際展示場ホール）[50]
- ニコニコ超パーティー Last Night〜2×0〜（2012年4月29日、幕張メッセ 国際展示場ホール）[51]
- 呑んでみた5〜ゲーム実況者と遊んでみた〜（2012年6月23日、新宿ロフトプラスワン）[52]
- ニコニコ町会議全国ツアー2012 Final in 東京都八丈町（2012年8月30日、東京都八丈町 大賀郷園地内）[53]
- ニコニコ文化祭ツアー2012 〜国立電気通信大学『調布祭』〜（2012年11月25日、東京都 電気通信大学）[54]

2013年
- ニコニコ町会議全国ツアー2013 in 名古屋市栄（2013年9月22日、久屋大通公園）[55]
- 公開ゲーム実況（2013年10月27日、東京ヤクルトホール）
- 黒川塾（十参）「ゲーム実況者たちに訊く…」（2013年11月1日、南青山 STARTUP Base Camp）[56]

2014年
- ニコニコ超会議3 超ゲームエリア 超自作ゲーム実況ステージ（2014年4月26日、幕張メッセ 国際展示場ホール）[57]
- 公開ゲーム実況NEXT（2014年6月7日、ニッショーホール）
- ニコニコ町会議全国ツアー2014 in 長野県須坂市（2014年7月19日、長野県須坂市）[58]
- 東京ゲームショウ2014（2014年9月19日 - 9月21日、幕張メッセ 国際展示場ホール）[59]
  - ダークソウル2実況 / Outlast実況 / FF14新生エオルゼア（ALIENWAREブース）
  - 【TGS2014】ガルボアTGS@ドグマと暇つぶし雑談＆ゲーム実況（ガルボアブース）
  - ゲームのがっこう出張版（アバーメディアブース）
- ディバインゲート1周年記念オフラインイベント（2014年9月23日、秋葉原 e-sports SQUARE）[60]
- 公開ゲーム実況SPECIAL（2014年11月2日、よみうりホール）

2015年
- 闘会議2015（2015年1月31日、幕張メッセ 国際展示場ホール）[61]
  - 『ディバインゲート』ステージ（ガンホーフェスティバル） - MC
  - 新作「ドラゴンボール」ゲームに挑戦！（バンダイナムコゲームス）
- ガンホーフェスティバル2015（2015年5月31日、幕張メッセ 国際展示場ホール）[62]
- 東京ゲームショウ2015（2015年9月20日、幕張メッセ 国際展示場ホール）[63]
  - 876TV ブース＆生放送の見どころを速報でお届け！（バンダイナムコゲームス）
  - 876TV ゲーム実況（バンダイナムコゲームス）
  - 876TV【配信限定おかわり枠】閉幕した会場からお届け！（バンダイナムコゲームス）
  - ゲームの学校出張版（アバーメディアブース）
- ディバインゲート2周年記念オフラインイベント（2015年9月26日、秋葉原UDX アキバ・スクエア）[64]
- ニコニコ超パーティー2015（2015年10月25日、さいたまスーパーアリーナ）[65]

2016年
- 闘会議2016（2016年1月30日 - 1月31日、幕張メッセ 国際展示場ホール）[66]
  - ゲーム実況ステージ（SEGA）
  - METAL GEAR ONLINE 国内最強決定戦（KONAMI）
  - リアル脱出ゲームのレギュラー生放送「株式会社怪盗」のドラゴンクエスト編
  - ドグマ風見のゲーム実況ライジング 〜闘会議SP〜
  - ゲーム実況ステージ（ニコニコ動画公式）
- LEVEL.1（2016年3月12日、中野サンプラザホール）[67]
- ニコニコ超会議2016 超ゲーム実況ステージ（2016年4月30日、幕張メッセ 国際展示場ホール）[68]
- ガンホーフェスティバル2016 ゴッドステージ（2016年5月29日、幕張メッセ 国際展示場ホール）[69]
- ニコニコ町会議全国ツアー2016 in 宮城県大崎市（2016年8月14日、宮城県大崎市 鎌田記念ホール 南広場）[70]
- 東京ゲームショウ2016 ALIENWAREブースステージ（2016年9月17日、幕張メッセ 国際展示場ホール）[71]
- ニコニコ町会議全国ツアー2016 in 名古屋市栄（2016年10月9日、久屋大通公園）[72]
- ニコニコ超パーティー2016（2016年11月3日、さいたまスーパーアリーナ）[73] - ゲーム実況者人狼

2017年
- 【ニコニコワークショップ】「猫マグロ」「ガッチマン」の初心者のための実況動画編集講座（2017年2月9日、ニコニコ本社イベントスペース）[74]
- 闘会議2017（2017年2月11日 - 2月12日、幕張メッセ 国際展示場ホール）[75]
  - 誰が勝つか予想しよう！ 名作ゲーム生合戦！（バンダイナムコエンターテインメント）
  - 876TV 漢（おとこ）祭り（バンダイナムコエンターテインメント）
  - 実況動画作成の心得講座（ニコニコ動画公式）
- LEVEL.2（2017年3月25日、東京国際フォーラム）[76]

2018年
- LEVEL.3（2018年1月6日、武道館）[77]
- ゲーム実況わくわくフェスティバル ver.5 〜武道館スペシャル〜（2018年1月7日、武道館）[78]
- LEVEL.4（2018年12月26日、さいたまスーパーアリーナ）[79]

2020年
- LEVEL.5 -FINAL-（2020年2月1日、さいたまスーパーアリーナ）[80]

2022年
- ALLMENZ（2022年3月12日 - 3月13日、戸田市文化会館） - ガッチマンV初のリアルイベントで、1日目にはAllGuysの天開司、歌衣メイカ、兎鞠まりがゲスト出演[81][26]。そらまふうらさかの「ロールプレイングゲーム」をカバー歌唱した[26]。

2023年
- TOP4 in TOKYO DOME（2023年6月1日、東京ドーム）[82]

2024年
- ALL MEMBERZ（2024年2月10日 - 2月11日、TOKYO DOME CITY HALL）- ガッチマンVとしては2回目となるリアルイベント。1日目にはAllGuysの天開司、歌衣メイカ、兎鞠まり、2日目にはAllGuysに加え、甲賀流忍者!ぽんぽこ、ピーナッツくんがゲスト出演。

2025年
- オルメン3（2025年4月5日、横浜BUNTAI）- ガッチマンVとしては3回目となるリアルイベント。ゲストにはAllGuysの天開司、歌衣メイカ、兎鞠まりに加え、甲賀流忍者!ぽんぽこ、ピーナッツくんが出演。
- ガッチマン伝説（2025年4月6日、横浜BUNTAI）- ガッチマン個人としては初となるリアルイベント。

## その他メディア出演

### ラジオ
- TOP4のオールナイトニッポン（2023年1月7日、ニッポン放送）[83]

## 書籍・掲載

### 漫画
- パパはゲーム実況者 ガッチマンの愉快で平穏な日々（トラちん著/KADOKAWA、2016年05月26日:初版）ISBN 9784040683683

### 掲載
- 超人気ゲーム実況者・ガッチマン直伝！ YouTuber&ゲーム実況者になるための「秘伝の書」を公開！！（コロコロコミックオンライン/小学館　2020年6月18日)[84]
- ＜オトナゲーム＞『The Last of Us Part II』発売記念！ゲーム実況者・ガッチマンが語る『The Last of Us』シリーズの魅力！【ガッチマンが苦戦したシーンとは!？】（コロコロコミックオンライン/小学館　2020年6月18日)[85]
- おしゃべりVtuber -ガッチマンV  (月間PASH!/主婦と生活者 2020年8月号　2020年7月10日発行)
- ガッチマンV インタビュー　（TOPPA!! 2020年7月21日）[17]
- ゲーム実況界の古豪　ガッチマン、VTuberとの接近と差異　 Interview ガッチマン／ガッチマンV　ゲーム実況の古豪が語る、VTuberの未来
  1. 「ゲーム実況を誰も理解できていなかった時代」を超えて （KAI-YOU 2021年7月2日）[86]
  2. VTuberであるが故の葛藤と、そこからの抜け出し方　（KAI-YOU 2021年7月10日）[87]
- 芝崎浩司（編集長）、松田心（営業・企画・編集）、アイル企画・えれっと・なつめえり・木緒なち（デザイン）、天開司・歌衣メイカ・ガッチマンV・兎鞠まり（監修） 編『VTuber スタイル AllGuys BOOK』株式会社アプリスタイル、2022年4月20日、32頁頁。ISBN 978-4-910719-21-4。
- 芝崎浩司（編集長） 編『VTuberスタイル 2022年5月号』株式会社アプリスタイル、2022年4月28日、44-47頁。ASIN B09WL84HW8。 雑誌コード: 07833-05。

## 楽曲

### 配信
- フォーマンセル（2023年6月1日配信開始）- 「TOP4」名義[88]
- Radiance（2024年2月11日配信開始）- 「ガッチマンV」名義
- 10000000回遊びたい（2024年2月11日配信開始）- 「All guys」名義
- Panic the party (2025年4月1日配信開始) - 「ガッチマンV」名義
- ラストピース（2025年4月1日配信開始）- 「ガッチマン」名義